# آبشار گریت کاتاوبا
آبشار گریت کاتاوبا (به انگلیسی: Great Falls of the Catawba) آبشاری است که در کارولینای جنوبی، ایالات متحده آمریکا واقع شده و ارتفاع کلی ریزشگاه آن ۱۲۱ پا است.